# Divisió de Devipatan
La divisió de Devipatan és una entitat administrativa d'Uttar Pradesh, a l'Índia. La capital és Gonda. Està formada (2005) per quatre districtes: 
- Districte de Gonda
- Districte de Bahraich
- Districte de Shravasti
- Districte de Balarampur, que fou incorporat el 1997, ja que abans era part del districte de Gonda.